# 암스트래드
암스트래드(Amstrad)는 영국의 전자 기업으로, 현재는 BSkyB가 소유하고 있다. 2006년에 암스트래드는 주로 스카이의 인터랙티브 박스를 제조하는 사업을 맡았다.
암스트래드는 1968년 앨런 슈거가 21세의 나이에 설립하였다. 암스트래드라는 이름은 앨런 마이클 슈거 트레이딩(Alan Michael Sugar Trading)의 준말이다. 1980년에 런던 증권거래소에 처음 등재되었다. 1980년대 말 동안 암스트래드는 영국의 PC 시장에 상당한 점유율을 차지하고 있었다. 암스트래드는 한때 FTSE 100 지수에 속했으나 현재는 B스카이B가 완전히 소유하고 있다.
이 기업은 에식스주 브랜트우드에 있다.

## 컴퓨터 제품 라인

### 가정용 컴퓨터
- CPC464
- CPC472
- CPC664
- CPC6128
- 464 플러스
- 6128 플러스
- GX4000
- 싱클레어 ZX 스펙트럼 +2
- 싱클레어 ZX 스펙트럼 +3

### 워드 프로세서
- PCW8256
- PCW8512
- PCW9512
- PcW9256
- PcW9512+
- PcW10
- PcW16

### 노트패드 컴퓨터
- NC100
- NC150
- NC200

### PC 호환 기종
- PC1512
- PC1640
- PPC512
- PPC640
- 싱클레어 PC200
- PC-20
- 싱클레어 PC500
- PC1286
- PC1386
- PC2086
- PC2286
- PC2386
- PC3086
- PC3286
- PC3386SX
- PC4386SX
- PC5086
- PC5286
- PC5386SX
- PC6486SX
- PC7000 시리즈: PC7286, PC7386SX, PC7486SLC
- PC8486
- PC9486
- PC9555i
- 암스트래드 메가 PC

- ALT286 (노트북, 16 MHz 80286 CPU, 1 MB RAM)
- ALT386SX (노트북, 16 MHz 80386SX CPU, 1 MB RAM)
- ACL386SX (노트북, 20 MHz 80386SX CPU, 1 MB RAM, 컬러 TFT LCD)
- ANB386SX (노트북, 80386SX CPU, 1 MB RAM)

### PC 보조 제품
- 암스트래드 DMP1000 9핀 도트 매트릭스 프린터
- 암스트래드 DMP3000, DMP3160, DMP3250di 9핀 도트 패트릭스 프린터
- 암스트래드 SM2400 2400 보의 내부 모뎀 (미러 소프트웨어에 동봉됨)

### PDA
- PDA 600 펜 패드 (1993년, Z8S180 CPU)

### 셋톱 박스
- 암스트래드 스카이+ 박스 2003년